# István Czakkel
István Czakkel (ur. 16 grudnia 1947 w Budapeszcie) – węgierski szermierz, srebrny medalista mistrzostw świata.
Podczas mistrzostw świata w Ankarze w 1970 roku Węgrzy w składzie: Sándor Szabó, Jenö Kamuti, László Kamuti, Béla Gyarmati i István Czakkel zdobyli srebrny medal we florecie drużynowym. Był to jego jedyny medal wywalczony w zawodach tego cyklu.
Nigdy nie wystąpił na igrzyskach olimpijskich.